# Ignacio Salas (futbolista)
Ignacio Salas Gallardo (Guadalajara; 30 de julio de 1938-26 de octubre de 2003) fue un futbolista mexicano que jugaba en la posición de defensa lateral. Militó en el Club Deportivo Guadalajara.

## Biografía
Nació en Guadalajara, Jalisco el 30 de julio de 1938. Comenzó a destacar en las fuerzas inferiores del Don Bosco. Cuando jugaban en la Primera, Salas y Chaires fueron a probarse con el Club Deportivo Oro, pero al no ser aceptados, optaron por irse a probar al Club Deportivo Guadalajara donde sentaron sus reales.
El debut internacional de Salas fue contra el Flamengo de Río de Janeiro, en el Tercer Pentagonal Internacional Tapatío. Salas solía ser un jugador que se adaptaba a cualquier puesto de la defensiva, sobre todo como defensa lateral, y teniendo como compañeros a futbolistas destacados.

## Clubes
| Club        | País   | Año         |
| ----------- | ------ | ----------- |
| Guadalajara | México | 1961 - 1966 |

## Palmarés

### Títulos nacionales
| Título               | Equipo      | País   | Año     |
| -------------------- | ----------- | ------ | ------- |
| Primera División     | Guadalajara | México | 1961-62 |
| Copa México          | Guadalajara | México | 1962-63 |
| Primera División     | Guadalajara | México | 1963-64 |
| Campeón de Campeones | Guadalajara | México | 1963-64 |
| Primera División     | Guadalajara | México | 1964-65 |
| Campeón de Campeones | Guadalajara | México | 1964-65 |

### Títulos internacionales
| Título                           | Equipo      | País   | Año  |
| -------------------------------- | ----------- | ------ | ---- |
| Copa de Campeones de la Concacaf | Guadalajara | México | 1962 |